# Rue des Hospitalières-Saint-Gervais
Pour les articles homonymes, voir Hospitalière (homonymie) et Saint-Gervais.
La rue des Hospitalières-Saint-Gervais est une rue piétonne du 4e arrondissement de Paris.

## Situation et accès
Cette voie va de la rue des Rosiers au sud, à la rue des Francs-Bourgeois au nord. Sa longueur est de 92 m.
Ce site est desservi par la station de métro Saint-Paul.

## Origine du nom
La rue doit son nom au couvent des religieuses hospitalières Saint-Gervais  également appelées hospitalières de Saint-Anastase

## Historique
La rue des Hospitalières-Saint-Gervais s'est appelée « rue des Dames-hospitalières », et plus anciennement « passage des Dames-Saint-Gervais ».
Il s'agissait, à l'origine, d'un passage étroit reliant deux impasses, tracées autour du marché des Blancs-Manteaux créé en 1811 sur le site de l'hôtel d'O qui était l'hôpital des religieuses hospitalières de Saint-Gervais dont la communauté avait été supprimée en 1795. Ce passage a ensuite été élargi en rue de 10 m de large par décision ministérielle du 23 juillet 1817, comme rue de pourtour de ce marché. Elle a reçu son nom actuel en 1844.
Cette rue fait partie du quartier juif du Marais, surnommé « le Pletzl ».
Elle a été piétonnisée à l'automne 2016 et les aménagements correspondants (suppression des trottoirs, pose de bancs, etc.) ont été achevés au printemps 2018.
L'espace de la rue située devant l'école élémentaire des Hospitalières-Saint-Gervais a été dénommée parvis des 260-Enfants en novembre 2018.

## Bâtiments remarquables et lieux de mémoire
On y trouve plusieurs commerces typiques (Librairie du Temple, supérette kascher, restaurant Chez Marianne et ancienne librairie Hebraïca Judaïca).
- Au no 1 bis : espace d'animation des Blancs-Manteaux, qui était précédemment l'emplacement de l'hôpital Saint-Gervais ou hôtel d'O où étaient installées, de 1655 à 1790, les religieuses hospitalières de Saint-Anastase. Ce marché couvert fut construit entre 1813 et 1819 en pierres de taille, et inauguré le 24 août 1819. Il a été récemment reconverti en salle polyvalente (activités sportives et culturelles), l'espace d'animation des Blancs-Manteaux.
- Au no 6 se trouve l'Institut médico-pédagogique Binet-Simon[3], qui accueille de jeunes déficients intellectuels entre 3 et 16 ans. Une quarantaine d'enfants y sont scolarisés, encadrés par cinq instituteurs spécialisés. La structure est gérée par l'APAJH[4], Association pour adultes et jeunes handicapés.
- Aux nos 8 et 10, devenu le parvis des 260-Enfants, se trouve l'école élémentaire des Hospitalières-Saint-Gervais, occupant une partie de l'espace de l'ancien marché des Blancs-Manteaux. L'ancien pavillon de boucherie, grande halle en pierres de taille (d'une superficie de 434 m2), sert aujourd'hui de préau. C'est la raison de la présence sur sa façade de deux fontaines à tête de bœuf en bronze, réalisées par le sculpteur Edme Gaulle en 1819.

Le diptyque composé de deux têtes de bœuf en bronze fait l’objet d’un classement au titre des monuments historiques depuis le 27 juillet 1970.
Le mur de gauche de la cour de l’école du no 10 reprend le tracé de l’enceinte de Philippe Auguste.
- Au no 12 se trouvait une librairie spécialisée, Hebraica Judaica, remplacée en septembre 2009 par un magasin de vêtements de sport. Les locaux hébergeaient autrefois le restaurant Rozenstroiks, lieu de rendez-vous des tailleurs, fourreurs, casquettiers et orfèvres.

Le parement extérieur de l’enceinte de Philippe-Auguste subsiste le long de la façade de l’immeuble formant un angle droit avec l’école du no 10.

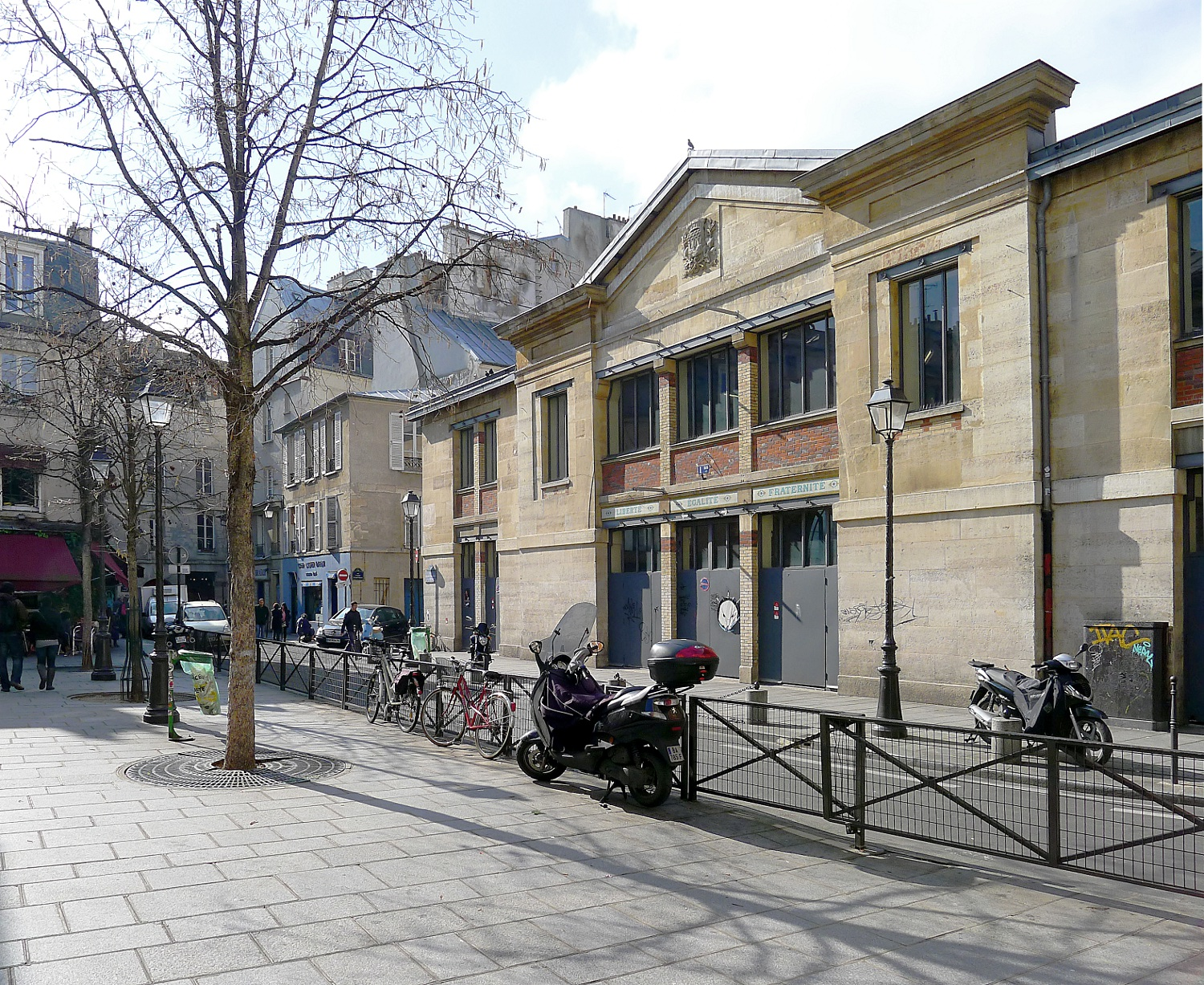
No 1 bis de la rue : ancien marché reconverti en salle polyvalente.
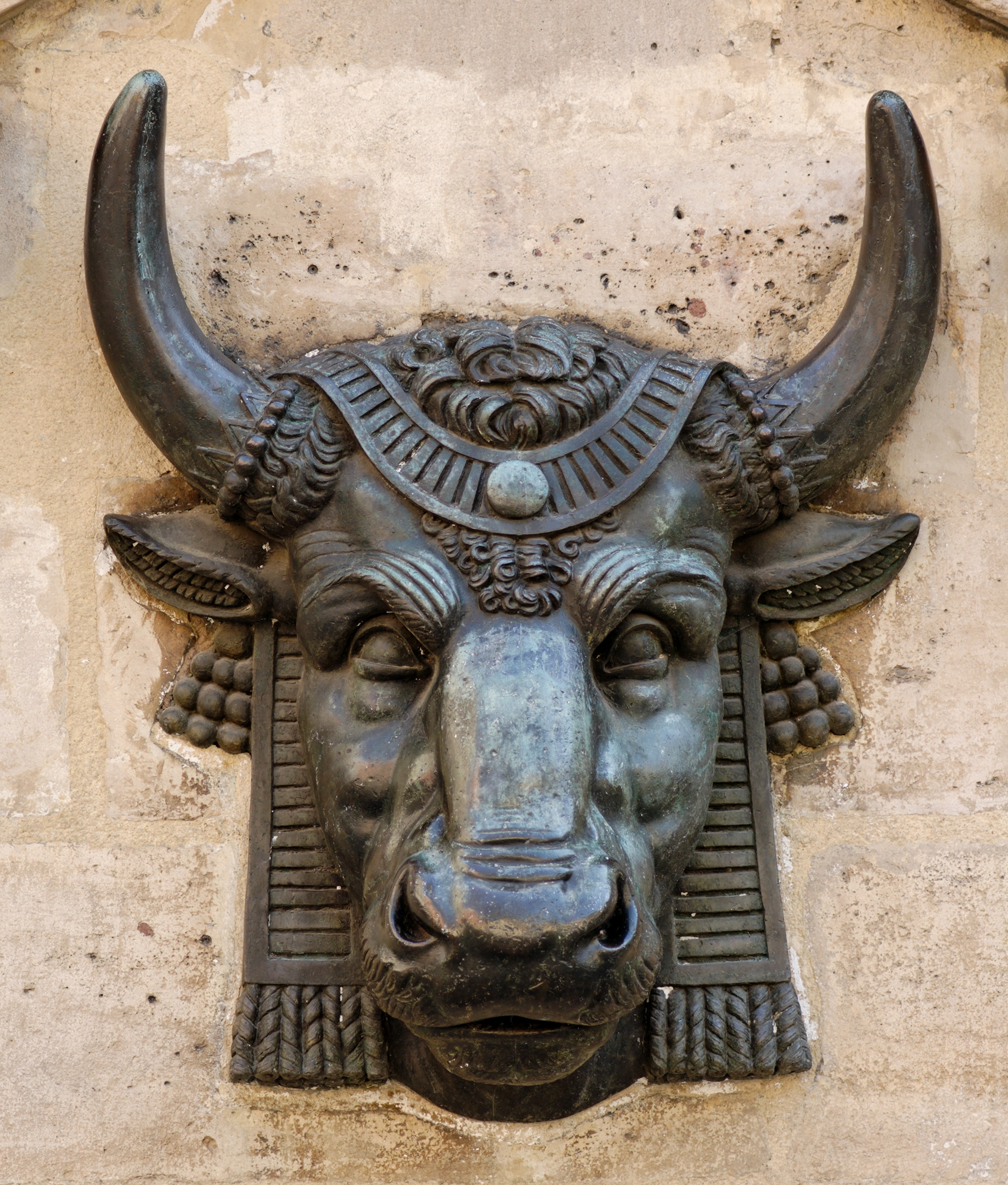
Tête de bœuf, bronze, bouche de fontaine du marché des Blanc-Manteaux de Paris, par Edme Gaulle (1762-1841), 1819 (hauteur : 19 cm, 7 ¼ inch).
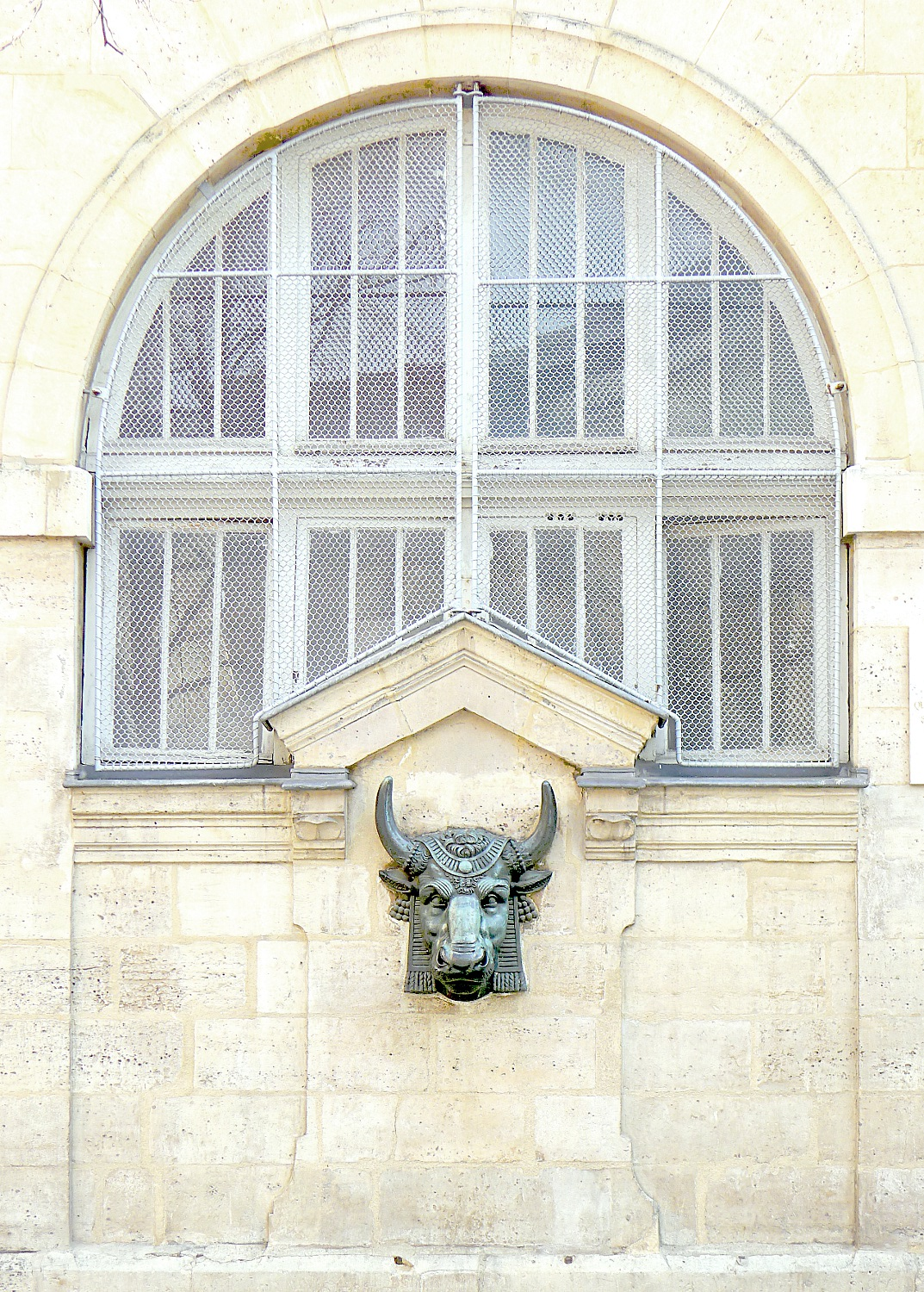
Une des deux fontaines avec tête de bœuf.
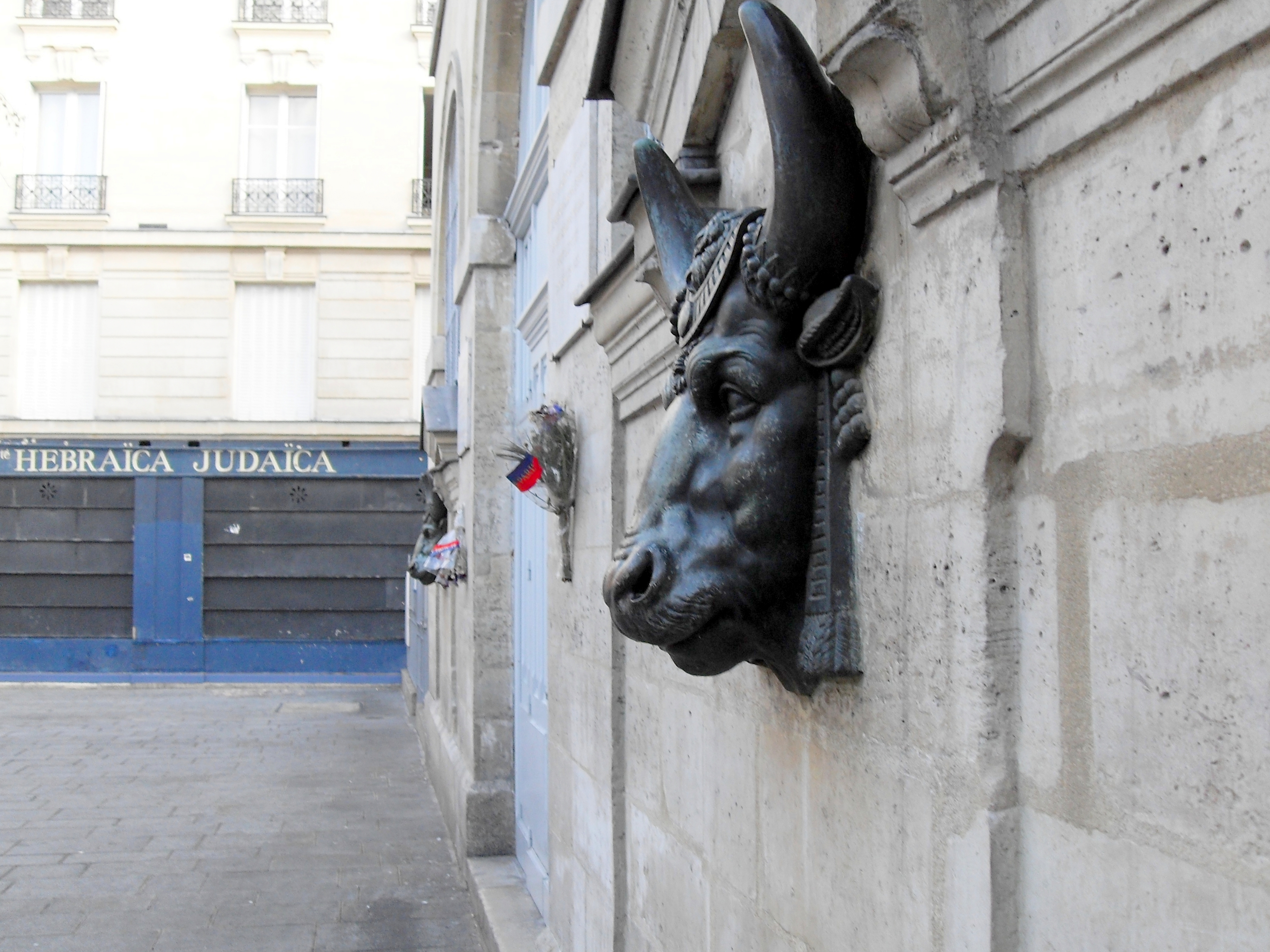
Bouches de fontaine en forme de tête de bœuf, librairie Hebraïca Judaïca.
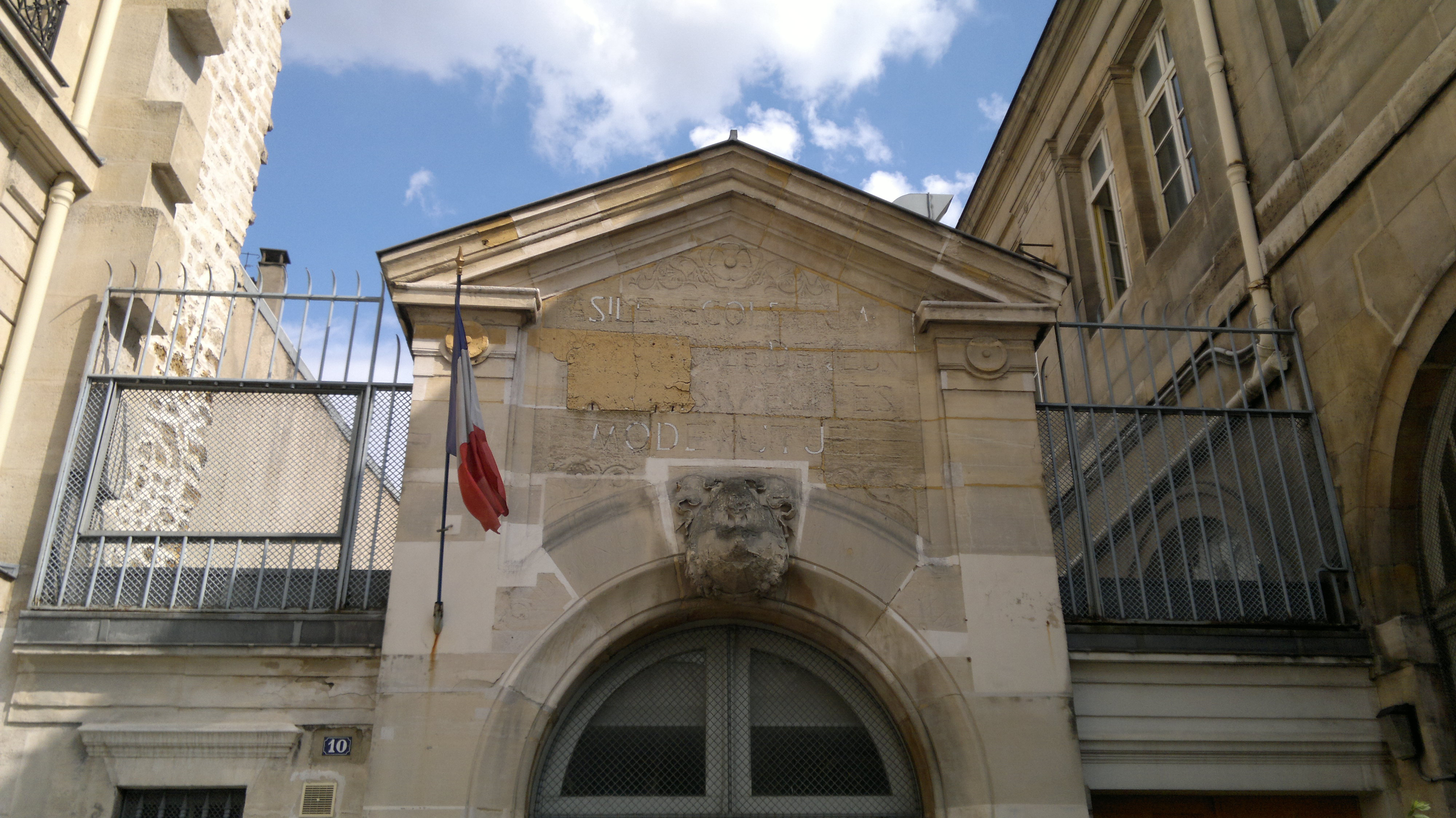
École de filles au no 10 avec au fronton : ASILE ÉCOLE PRIMAIRE - COMMUNALE DE JEUNES FILLES ISRAÉLITES - MODE MUTUEL.
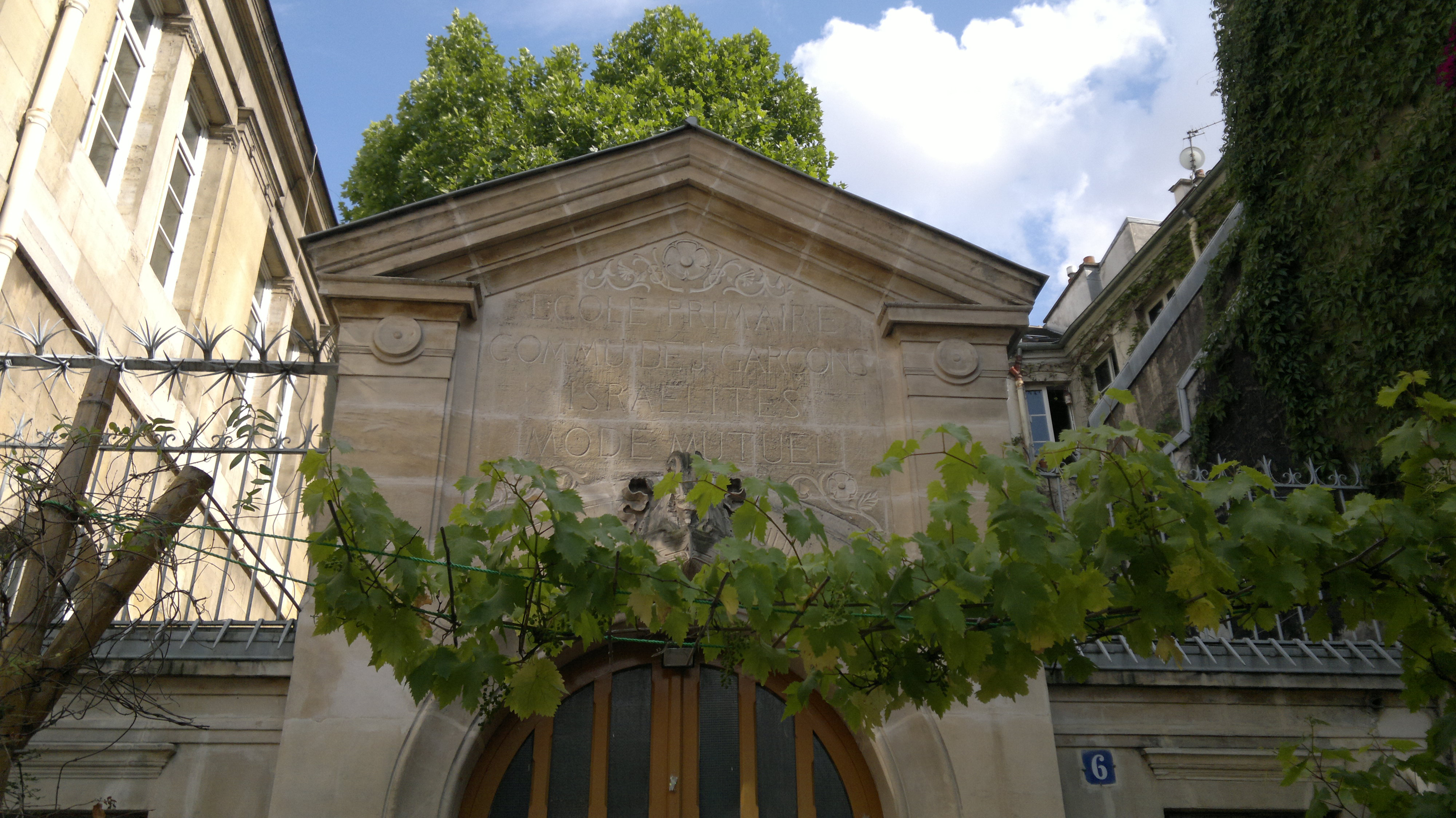
École de garçons au no 6 avec au fronton : ÉCOLE PRIMAIRE - COMMUNALE DE JEUNES GARÇONS ISRAÉLITES - MODE MUTUEL.
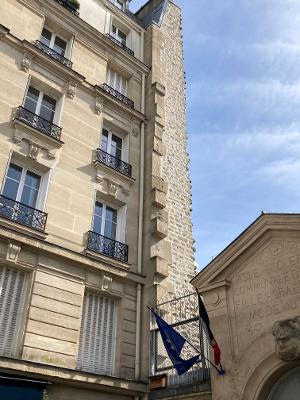
Parement extérieur de l'enceinte de Philippe-Auguste, au no 12.